# 稗貫晴家
稗貫 晴家 (ひえぬき はるいえ) は、戦国時代の陸中の国人で後の稗貫家当主。

## 来歴
生没年未詳で詳細についても不明だが、葛西家第13代当主・葛西宗清の子とされる。父の宗清は伊達成宗の子であるため、晴家は成宗の孫にあたり伊達家の一門衆である。
時期は不明だが、後嗣のいなかった稗貫家に養子に出され、やがて養父稗貫稙重の跡を継いで稗貫家当主となった。宗清の次男であると言われるが、兄については全く資料がない。
子がなく、晴家の死後、稗貫家は斯波氏から養子に入った稗貫輝時が当主となった。稙重以降、養子が相次いだ稗貫家は衰退の一途を辿った。